# Felis chaus chaus
Felis chaus chaus є номінальним підвидом джунглевих кішок.
Прибалтійсько-німецький натураліст Йоганн Антон Гюльденштедт був першим вченим, який спостерігав джунглевого кота на південних кордонах Російської імперії під час своїх подорожей у 1768–1775 роках. Він описав кішку в 1776 році.

## Поширення
Цей підвид зустрічається на Кавказі, в Туркестані, Ірані, Белуджистані та Яркенді, Китайському Туркестані, Палестині, Південній Сирії, Іраку, Єгипті; на півночі Афганістану та на південь від річки Амудар'я; вздовж правих приток Аму Річка Дар'я, в нижній течії річки Вахш, що тягнеться на схід до Гісарської долини і трохи далі Душанбе.
Джунглеві кішки також були зареєстровані в центральній і південній Туреччині.